# Sulejów (gmina)
Sulejów (do 1954 gmina Łęczno) – gmina miejsko-wiejska w województwie łódzkim, w powiecie piotrkowskim. W latach 1975–1998 gmina położona była w województwie piotrkowskim.
Siedziba gminy to Sulejów.
Według danych z 31 grudnia 2007 gminę zamieszkiwało 15 750 osób.

## Struktura powierzchni
Według danych z roku 2007 gmina Sulejów ma obszar 188,24 km², w tym:
- użytki rolne: 48%
- użytki leśne: 41%

Gmina stanowi 13,17% powierzchni powiatu piotrkowskiego.

## Rezerwaty przyrody
Na terenie gminy znajdują się następujące rezerwaty przyrody:
- rezerwat przyrody Las Jabłoniowy – populacja dzikich gatunków drzew i krzewów owocowych, szczególnie jabłoni leśnej i gruszy pospolitej,
- częściowo rezerwat przyrody Lubiaszów – chroni zbiorowiska leśne: grąd, dąbrowa, bór jodłowy z cennym stanowiskiem jodły oraz stanowiska roślin rzadkich i chronionych.

## Demografia

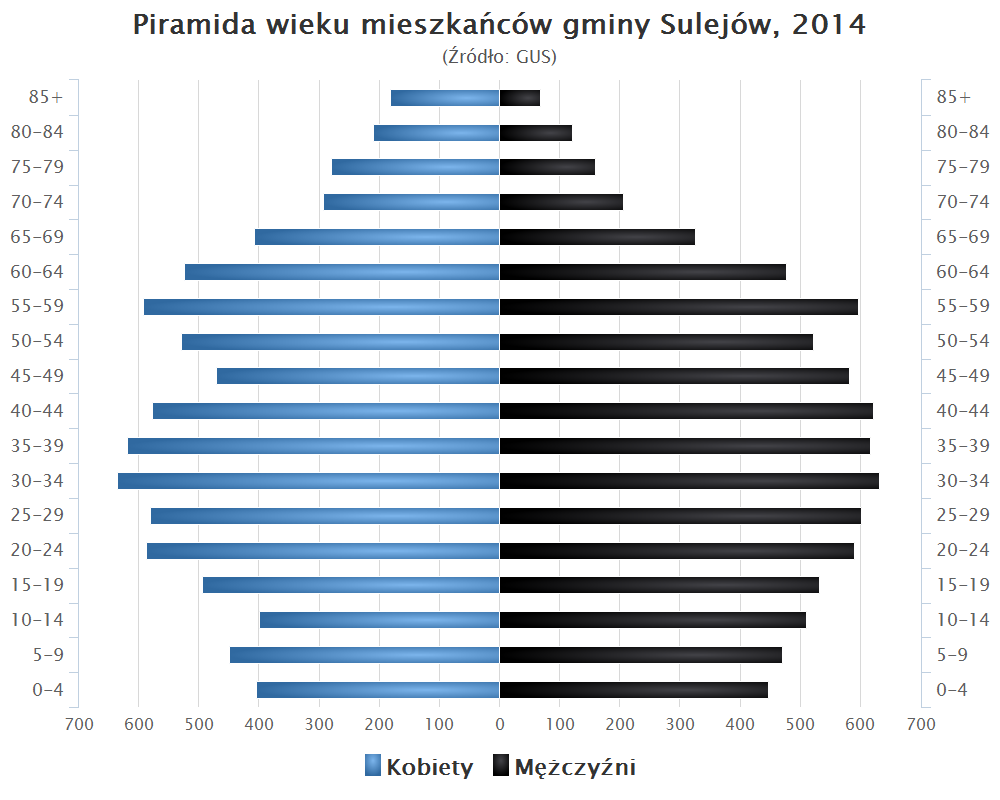
Piramida wieku mieszkańców gminy Sulejów w 2014 roku

Dane o ludności z 31 grudnia 2007:
| Opis                                | Ogółem | Ogółem | Kobiety | Kobiety | Mężczyźni | Mężczyźni |
| ----------------------------------- | ------ | ------ | ------- | ------- | --------- | --------- |
| Jednostka                           | osób   | %      | osób    | %       | osób      | %         |
| Populacja                           | 15 750 | 100    | 7991    | 50,74   | 7759      | 49,26     |
| Wiek przedprodukcyjny (0–17 lat)    | 2827   | 17,95  | 1328    | 8,43    | 1499      | 9,52      |
| Wiek produkcyjny (18–65 lat)        | 10 476 | 66,51  | 5014    | 31,83   | 5462      | 34,68     |
| Wiek poprodukcyjny (powyżej 65 lat) | 2447   | 15,54  | 1649    | 10,47   | 798       | 5,07      |

## Komunikacja
Przez gminę biegną dwie drogi krajowe:
- nr 12 (Łask – Radom)
- nr 74 (Sulejów – Kielce)

## Sołectwa
Barkowice, Barkowice Mokre, Biała, Bilska Wola, Bilska Wola-Kolonia, Kałek, Klementynów, Kłudzice, Koło, Korytnica, Krzewiny, Kurnędz, Łazy-Dąbrowa, Łęczno, Nowa Wieś, Podlubień, Poniatów, Przygłów, Uszczyn, Witów, Witów-Kolonia, Włodzimierzów, Wójtostwo, Zalesice, Zalesice-Kolonia.

## Pozostałe miejscowości
Adelinów, Dorotów, Karolinów, Łazy, Mikołajów, Piotrów, Podkałek, Salkowszczyzna, Wdowinów, Winduga,

## Sąsiednie gminy
Aleksandrów, Mniszków, Piotrków Trybunalski, Ręczno, Rozprza, Wolbórz